# 纳普拉努姆
纳普拉努姆（约公元前2025年—约公元前2005年在位）（英語：Naplanum）拉尔萨国王。他统治时期与位于巴比伦尼亚的伊辛对峙。 